# HD 155555
Désignations
HD 155555, aussi nommée LDS 587, est un système stellaire triple situé dans la constellation de l'Autel à une distance de ∼ 99,5 a.l. (∼ 30,5 pc). Le système, membre de l'association stellaire Beta Pictoris, est composé d'une binaire spectroscopique à raies doubles (SB2), HD 155555 AB = LDS 587 A, et d'une plus faible étoile naine rouge, HD 155555 C = LDS 587 B, située à une distance angulaire d'environ 33 secondes d'arc, ce qui correspond à une distance de 1 040 unités astronomiques.

## Structure
Le système, hiérarchisé, a la structure suivante :
|  | HD 155555 A = LDS 587 Aa |
|  |                          |
|  | HD 155555 B = LDS 587 Ab |
|  |                          |

|  | HD 155555 C = LDS 587 B |
|  |                         |

|  | HD 155555 A = LDS 587 Aa |
|  |                          |
|  | HD 155555 B = LDS 587 Ab |
|  |                          |

|  | HD 155555 C = LDS 587 B |
|  |                         |

### HD 155555 AB
HD 155555 AB est une binaire spectroscopique portant le nom  V824 Ara dans le Catalogue général combiné d'étoiles variables de Kholopov de 1998. En 1967, Bennet et al. ont découvert que le système est composé d'une sous-géante jaune de type spectral G5IV et d'une sous-géante orange de type K0IV, qui orbitent avec une période de 1,687 jour. Les premières preuves de variabilité photométrique de cette SB2 ont été trouvées par Eggen en 1978en comparant sa photométrie collectée en 1978 (V  =  6.83, B-V = 0.835, U-B = 0.29, R = 6.46 et R-I = 0.325 mag) avec la plus ancienne photométrie collectée par Stoy en 1963 (V = 6.67 and B-V = 0.80 mag), bien que la dernière incluait aussi la naine M (le compagnon HD 155555 C) étant donné sa grande ouverture de 44 secondes d'arc utilisée pour recueillir la photométrie photoélectrique. Un suivi photométrique de longue durée par Cutispoto (cf. Cutispoto 1998 et les références qui s'y trouvent) apporta des preuves solides de l'existence d'une variabilité photométrique a court et long termes.
La plus récente détermination des propriétés orbitales et physiques ainsi que les premières cartes magnétiques de chacune des composantes ont été fournies par l'étude spectropolarimétrique de Dunstone et al. en 1998,. Les cartes de température de surface les plus récentes ont été obtenues grâce à une technique d'imagerie Doppler améliorée par Kristovics et al. en 2013,.
L'appartenance de HD 155555 AB au groupe mouvant de Beta Pictoris fut suggérée la première fois par Zuckerman et al. en 2001 en se basant sur la distance, les composantes de vitesse UVW, la grande valeur du v sin(i) (vitesse de rotation) et du rapport LX/Lbol (rapport de la luminosité en rayons X et de la luminosité bolométrique).
La variabilité photométrique observée par Eggen en 1978 et Cutispoto en 1998 sont en accord avec la jeunesse du système.

## Noms
Le système et ses composantes, répertoriés dans de nombreux catalogues, ont tout autant de noms. Cependant, la nomenclature n'est pas la même dans tous : certains prennent le système dans son ensemble, nommant A, B et C les trois étoiles, ou A la paire et B la troisième étoile, voire incluent séparément la paire et la troisième étoile. Afin de s'y retrouver, le tableau ci-dessous récapitule ces noms.
| Nom du catalogue                                                            | Abrév. du catalogue | Système global      | Paire principale                      | Étoile principale de la paire | Étoile secondaire de la paire | Troisième étoile        |
| --------------------------------------------------------------------------- | ------------------- | ------------------- | ------------------------------------- | ----------------------------- | ----------------------------- | ----------------------- |
| AAVSO International Database                                                | AAVSO               | -                   | AAVSO 1707-66                         | -                             | -                             | -                       |
| AKARI/IRC Point Source Catalogue, Version 1                                 | AKARI-IRC-V1        | -                   | AKARI-IRC-V1 J1717255-665704          | -                             | -                             | -                       |
| All Sky Automated Survey                                                    | ASAS                | -                   | ASAS J171726-6657.1                   | -                             | -                             | -                       |
| Catalogue d'étoiles binaires chromosphériquement actives (seconde édition)  | CABS                | -                   | CABS 141                              | -                             | -                             | -                       |
| Catalogue d'étoiles binaires chromosphériquement actives (première édition) | CCABS               | -                   | CCABS 112                             | -                             | -                             | -                       |
| Catalogue des composantes d'étoiles doubles et multiples                    | CCDM                | CCDM J17175-6657 AB | CCDM J17175-6657A                     | -                             | -                             | CCDM J17175-6657 B      |
| Córdoba Durchmusterung                                                      | CD                  | -                   | CD-66 2071                            | -                             | -                             | -                       |
| Catalogue photographique du Cap pour 1950.0                                 | CPC                 | -                   | CPC 21 4010                           | -                             | -                             | -                       |
| Cape photographic Durchmusterung for the equinox 1875                       | CPD                 | -                   | CPD-66 3080                           | -                             | -                             | -                       |
| Catalogue d'identifications stellaires                                      | CSI                 | -                   | CSI-66 3080 41                        | -                             | -                             | CSI-66 3080 42          |
| Premier catalogue de sources de l'Extreme Ultraviolet Explorer              | EUVE                | -                   | EUVE J1717-66.9                       | -                             | -                             | -                       |
| Deuxième catalogue de sources de l'Extreme Ultraviolet Explorer             | 2EUVE               | -                   | 2EUVE J1717-66.9                      | -                             | -                             | -                       |
| Satellite EXOSAT                                                            | EXO                 | -                   | EXO 171217-6653.8                     | -                             | -                             | EXO 171224-6653.9       |
| Catalogue général de Boss                                                   | GC                  | -                   | GC 23275                              | -                             | -                             | -                       |
| Catalogue général de vitesses radiales stellaires                           | GCRV                | -                   | GCRV 66849                            | -                             | -                             | -                       |
| Système d'identification de Genève                                          | GEN#                | -                   | GEN# +1.00155555                      | -                             | -                             | -                       |
| Catalogue d'étoiles guides                                                  | GSC                 | -                   | GSC 09064-03514                       | -                             | -                             | -                       |
| Catalogue Henry Draper                                                      | HD                  | HD 155555           | HD 155555 AB                          | HD 155555 A                   | HD 155555 B                   | HD 155555 C             |
| Catalogue d'entrée d'Hipparcos                                              | HIC                 | -                   | HIC 84586                             | -                             | -                             | -                       |
| Catalogue Hipparcos                                                         | HIP                 | -                   | HIP 84586                             | -                             | -                             | -                       |
| Index Catalogue of Visual Double Stars                                      | IDS                 | IDS 17072-6650      | IDS 17072-6650 A                      | -                             | -                             | IDS 17072-6650 B        |
| Catalogue de l'Infrared Astronomical Satellite                              | IRAS                | -                   | IRAS 17121-6653                       | -                             | -                             | -                       |
| Catalogue d'étoiles doubles de Luyten                                       | LDS                 | LDS 587             | LDS 587 A                             |                               |                               | LDS 587 B               |
| Two Micron All-Sky Survey                                                   | 2MASS               | -                   | 2MASS J17172550-6657039               | -                             | -                             | 2MASS J17173128-6657055 |
| Catalogue d'étoiles multiples physiques                                     | PMSC                | PMSC 17072-6650     | PMSC 17072-6650 A PMSC 17072-6650 Aab | PMSC 17072-6650 Aa            | PMSC 17072-6650 Ab            | PMSC 17072-6650 B       |
| Catalogue de positions et de mouvements propres                             | PPM                 | -                   | PPM 362601                            | -                             | -                             | -                       |
| Catalogue de sources extrême-ultraviolet du satellite ROSAT                 | RE                  | -                   | RE J1717-665 RE J171722-665636        | -                             | -                             | -                       |
| Deuxième catalogue de sources en extrême-ultraviolet du satellite ROSAT     | 2RE                 | -                   | 2RE J1717-665 2RE J171724-665633      | -                             | -                             | -                       |
| 1st ROSAT X Survey                                                          | 1RXS                | -                   | 1RXS J171725.5-665707                 | -                             | -                             | -                       |
| Catalogue SAO                                                               | SAO                 | -                   | SAO 253856                            | -                             | -                             | -                       |
| Septième catalogue de binaires spectroscopiques                             | SBC7                | -                   | SBC7 613                              | -                             | -                             | -                       |
| Neuvième catalogue de binaires spectroscopiques                             | SBC9                | -                   | SBC9 951                              | -                             | -                             | -                       |
| SKYMAP                                                                      | SKY#                | -                   | SKY# 31162                            | -                             | -                             | -                       |
| Southern Objective Prism Survey                                             | SOPS                | -                   | -                                     | -                             | -                             | SOPS I g-3              |
| Catalogue Tycho                                                             | TYC                 | -                   | TYC 9064-3514-1                       | -                             | -                             | -                       |
| Catalogue photoélectrique de Blanco                                         | UBV                 | -                   | UBV 14514                             | -                             | -                             | -                       |
| Third USNO CCD Astrograph Catalog                                           | UCAC3               | -                   | -                                     | -                             | -                             | UCAC3 47-295205         |
| Catalogue photométrique photoélectrique uvbyβ                               | uvby98              | -                   | uvby98 100155555 V                    | -                             | -                             | -                       |
| Catalogue général d'étoiles variables                                       | V*                  | -                   | V824 Ara                              | -                             | -                             | -                       |
| Catalogue d'étoiles doubles de Washington                                   | WDS                 | WDS J17174-6657 AB  | WDS J17174-6657 A                     |                               |                               | WDS J17174-6657 B       |
| Autres (nom commun ou historique)                                           | -                   | -                   | -                                     | -                             | -                             | V824 Ara C              |